# Balneario Sauce Grande
Balneario Sauce Grande es una localidad argentina de la provincia de Buenos Aires, ubicada en el partido de Monte Hermoso.
Se encuentra a 5 km de la ciudad de Monte Hermoso.

## Población
Cuenta con 490 habitantes (Indec, 2022), lo que representa un incremento del 315% frente a los 118 habitantes (Indec, 2010) del censo anterior.
| Gráfica de evolución demográfica de Balneario Sauce Grande entre 1991 y 2022 |
|                                                                              |
| Fuente: Censos nacionales del INDEC                                          |

## Imágenes

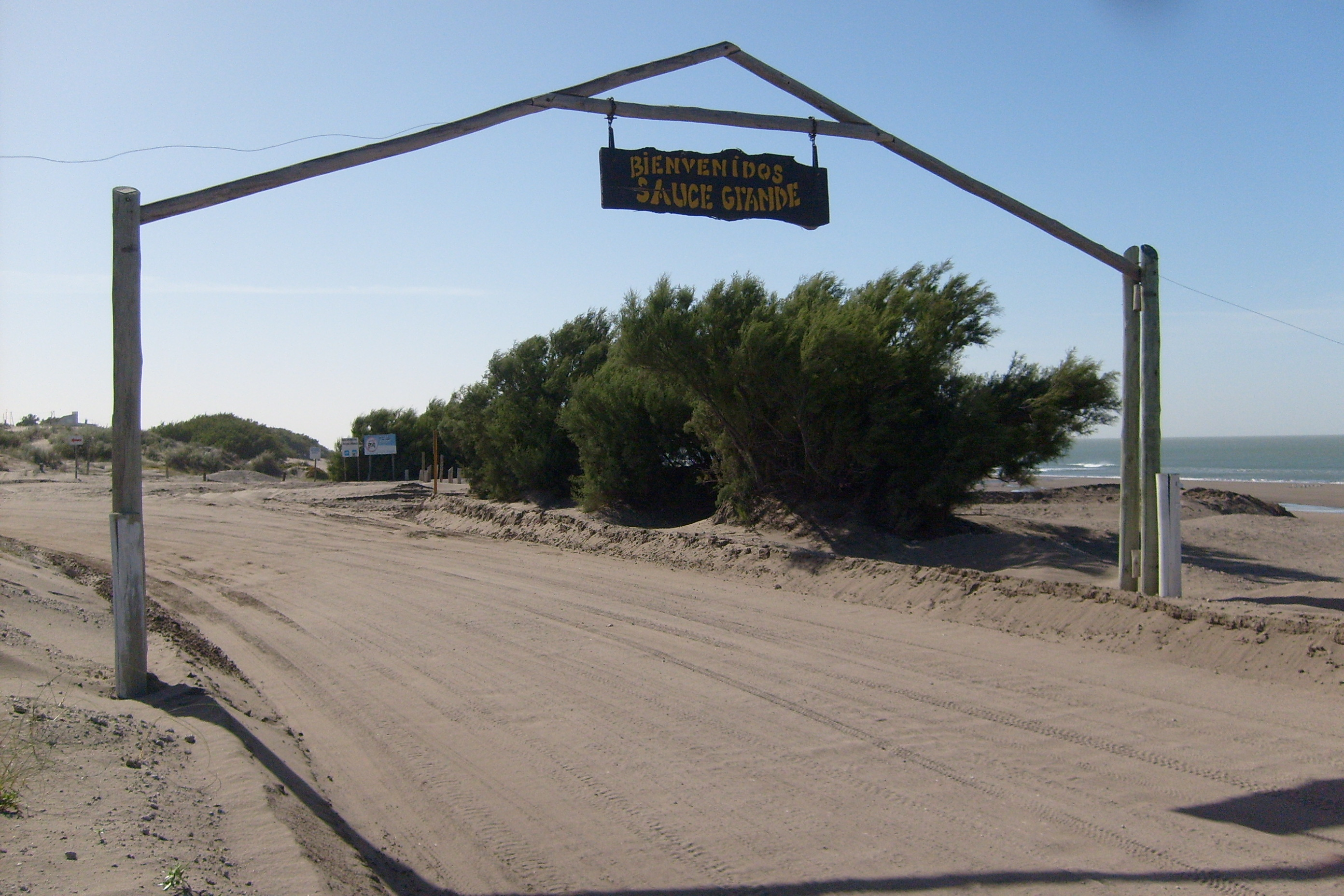
Entrada
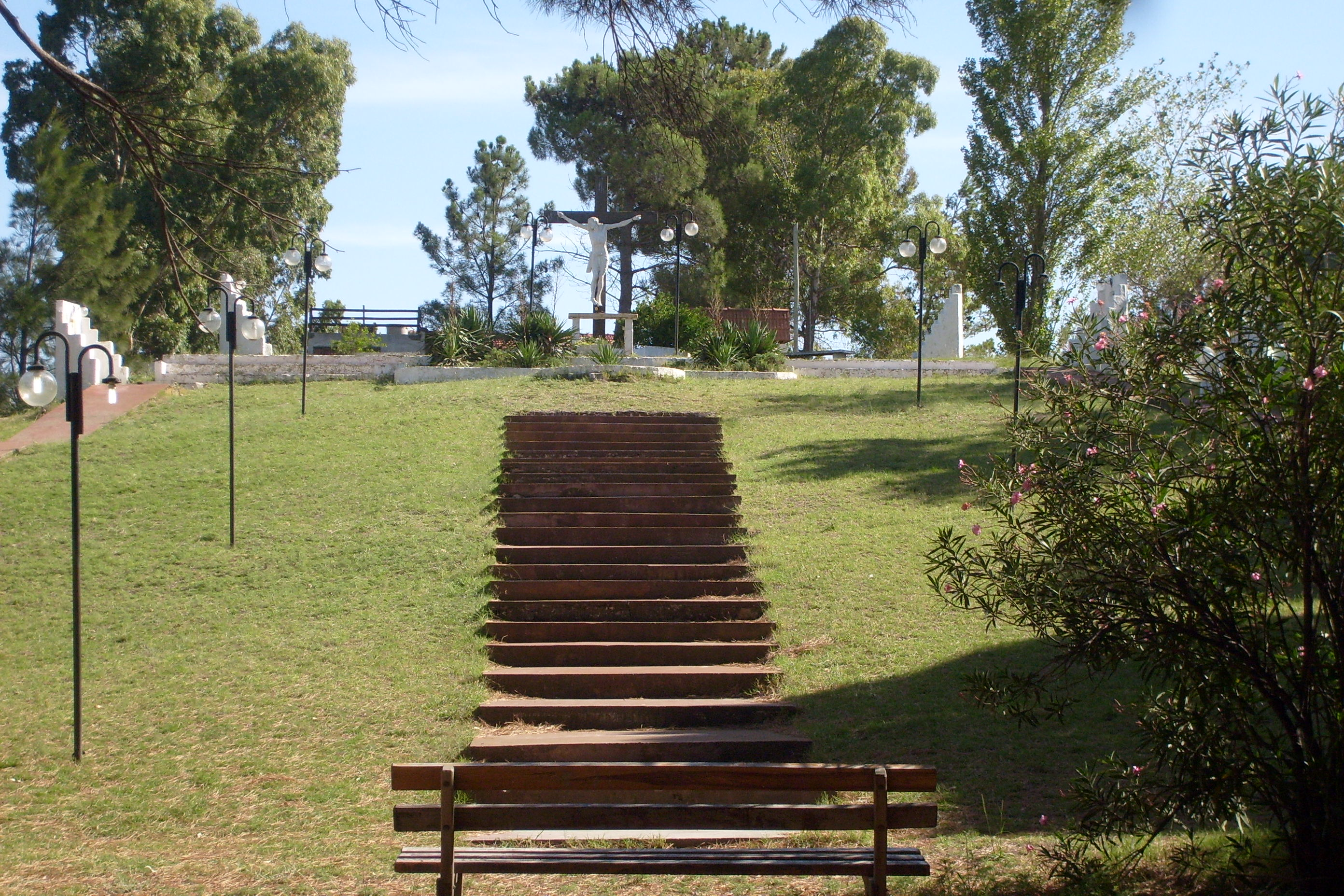
Parque
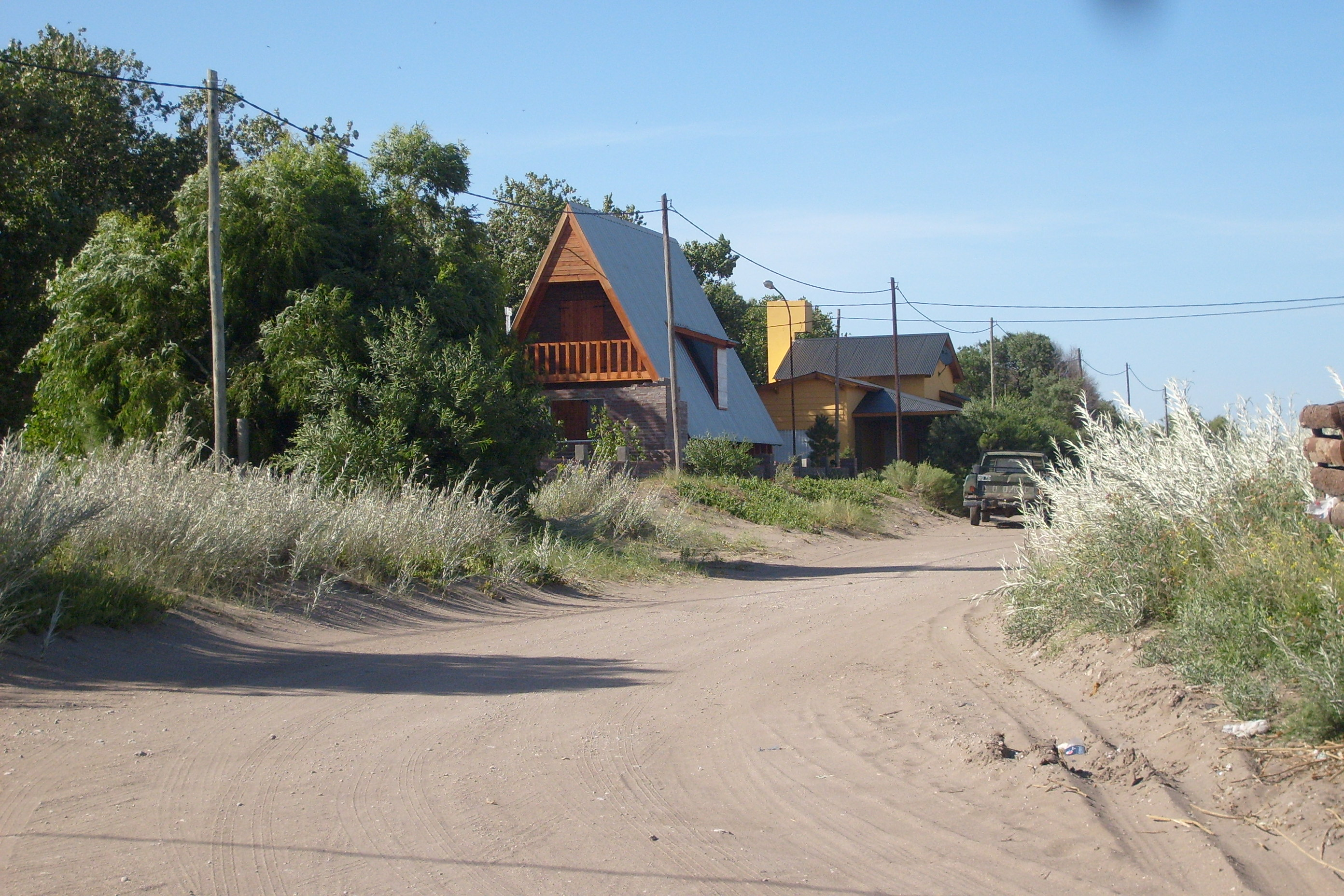
Cabañas
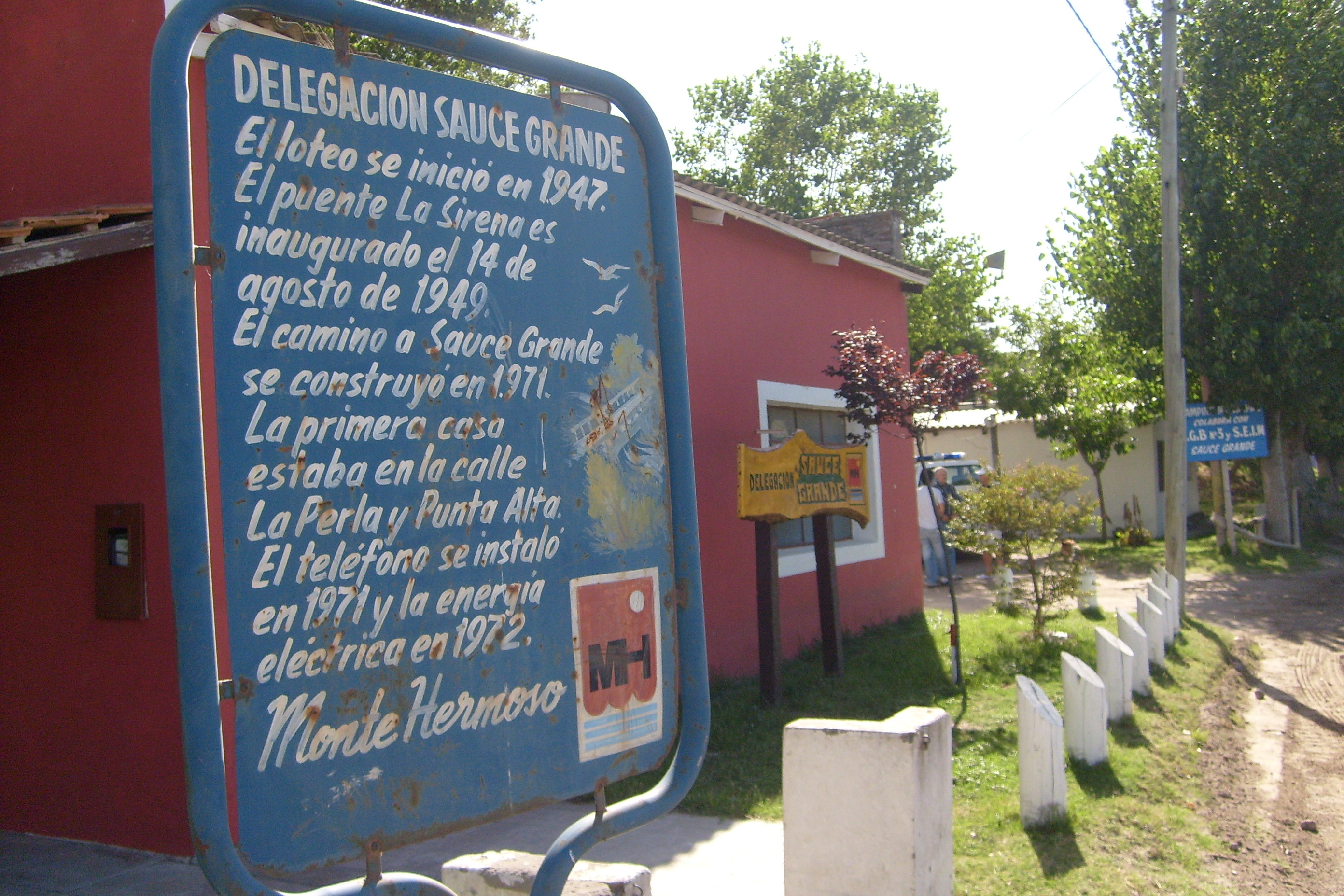
Delegación
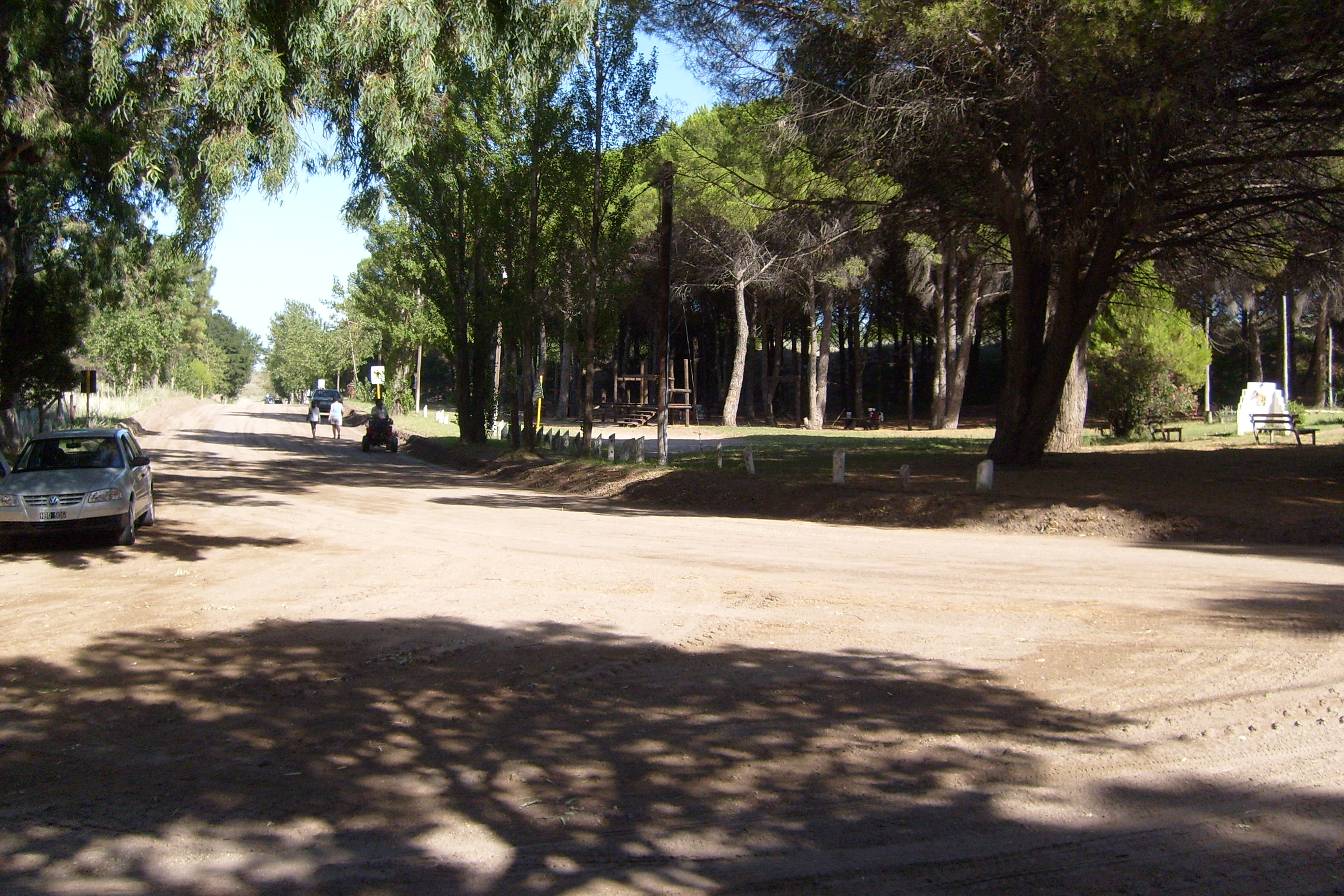
Plaza